# Ан-Нуайми, Наджиб
Наджиб ан-Нуайми — катарский писатель, адвокат и правозащитник. В 1995—1997 годах занимал пост министра юстиции Катара. Ранее преподавал публичное право в университете Катара.
В 2002 году ан-Нуайми и группа адвокатов защищали права более 70 заключённых Гуантанамо. Также он стал последним адвокатом президента Ирака Саддама Хусейна. В 2013 году защищал права арестованного катарского поэта Мохаммеда аль-Аджами.

## Биография
Изучал юриспруденцию в Соединённом королевстве и Египте.
В 1995—1997 годах являлся министром юстиции Катара. В 1997 году создал юридическую фирму. В 2002 году он и адвокаты его фирмы защищали в суде, по разным данным, от 70 до 100 заключённых Гуантанамо, которые, по данным американских властей, являлись членами аль-Каиды и Талибана. Ан-Нуайми заявил, что большинство заключённых Гуантанамо, обвиняемых в террористической деятельности, были оговорены пакистанской полицией и афганским Северным альянсом.
Ан-Нуайми был одним из трёх адвокатов не из Ирака, которые защищали президента Ирака на его последнем процессе. По мнению Наджиба ан-Нуайми, суд над Хусейном, на котором бывший правитель Ирака был приговорён к смертной казни, был незаконным, так как американское вторжение в Ирак в 2003 году произошло вопреки нормам международного права. Защищать Саддама Хусейна ан-Нуайми попросила семья Хусейна и его коллеги. Ан-Нуайми не брал плату за участие в этом процессе.
В 2013 году ан-Нуайми защищал катарского поэта Мохаммеда аль-Аджами, обвинённого в том, что в его поэме критиковался эмир Катара. В 2012 году аль-Аджами был приговорён к пожизненному заключению, но ан-Нуайми подал апелляцию. В феврале 2013 года был вынесен новый приговор, на этот раз аль-Аджами получил 15 лет тюремного заключения. После этого ан-Нуайми подал апелляцию в кассационный суд, высшую судебную инстанцию Катара. В октябре того же года кассационный суд подтвердил приговор вынесенный аль-Аджами, комментируя решение суда, ан-Нуайм заявил: «нашей судебной системе нельзя доверять».
В 2012 году ан-Нуайми заявил, что он готов защищать в суде интересы президента Сирии Башара Асада и президента Судана Омара аль-Башира, если его об этом попросят.